# 羅徹斯特 (伊利諾伊州沃巴什縣)
羅徹斯特（英語：Rochester）是位於美國伊利諾伊州沃巴什縣的一個非建制地區。該地的面積和人口皆未知。

## 地理
羅徹斯特的座標為38°28′44″N 87°49′41″W / 38.47889°N 87.82806°W，而該地的平均海拔高度為120米（即394英尺）。